# Crataegus bona
Crataegus bona är en rosväxtart som beskrevs av Charles Sprague Sargent. Crataegus bona ingår i hagtornssläktet som ingår i familjen rosväxter. Inga underarter finns listade i Catalogue of Life.